# José Garnelo y Alda
José Santiago Garnelo y Alda (1866–1944) – hiszpański malarz, ilustrator i konserwator sztuki. Mimo że pochodził z Walencji, jego dzieła były typowe dla szkoły sewilskiej, gdyż tam studiował malarstwo. Tworzył głównie obrazy o tematyce historycznej i religijnej.
Pochodził z rodziny o tradycjach artystycznych. Malarstwem zajmowali się jego ojciec José Ramón Garnelo Gonzálvez i siostra Eloísa Garnelo Aparicio oraz kuzyni Jaime i Isidoro Garnelo Fillol. Jego brat Manuel Garnelo y Alda był rzeźbiarzem. Jego rodzice pochodzili z okolic Walencji; w 1867 przenieśli się z powodów zawodowych do Montilla w prowincji Kordowa.
W Montilla uczęszczał do Instituto Aguilar y Eslava de Cabra, który ukończył w 1882 roku. Zaczął studiować filozofię i literaturę w Sewilli, ale szybko zmienił szkołę na Akademię Sztuk Pięknych, gdzie studiował malarstwo w latach 1883-85. W Sewilli jego nauczycielami byli Eduardo Cano i Manuel Ussel.
Od 1885 kontynuował studia na Królewskiej Akademii Sztuk Pięknych św. Ferdynanda w Madrycie, gdzie uczył się u takich artystów jak Dióscoro Puebla, Carlos Luis Ribera i Casto Plasencia.  W 1888 otrzymał stypendium na studia we Włoszech i wyjechał do Rzymu razem z takimi artystami jak Joaquín Sorolla oraz braćmi Manuelem i José Villegas Cordero.
Podróżował do Paryża, Austrii i Bawarii. Wykonał ilustracje do książki ojca zatytułowanej El hombre ante la estética o tratado de antropología artística. Opublikował dzieło Escala gráfica y el compás de inclinación, które zaprezentował w Rzymie w 1911 roku. Wziął udział w wielu wystawach, na Krajowej Wystawie Sztuk Pięknych w Madrycie otrzymał II medal w 1887 i 1890 za dzieła La muerte de Lucano i Duelo interrumpido oraz I medal w 1892 za dzieło Cornelia.
Malował na przełomie wieków, w jego dziełach można zobaczyć wpływy różnych stylów, nigdy jednak nie porzucił naturalizmu. Przykładał szczególną uwagę do kompozycji, koloru i ruchu. W niektórych jego dziełach pojawiają się tendencje impresjonistyczne, będące wpływem Joaquina Sorolli.

## Wybrane dzieła
- La gruta de Lourdes
- Jesús, manantial de amor,
- Los niños José Juan y Gloria de la Bárcena y Tomás Salvany, 1899.
- La muerte de Lucano, 1887.
- Retrato de Alfonso XIII
- Grato recuerdo
- Carmencita
- Viva Sevilla!
- Sueño feliz
- La Salve en la gruta de Lourdes
- Manantial de amor
- Lourdes
- Montecarlo
- Magdalena
- Los primeros homenajes del nuevo mundo a Colón
- Cultura española a través de los tiempos

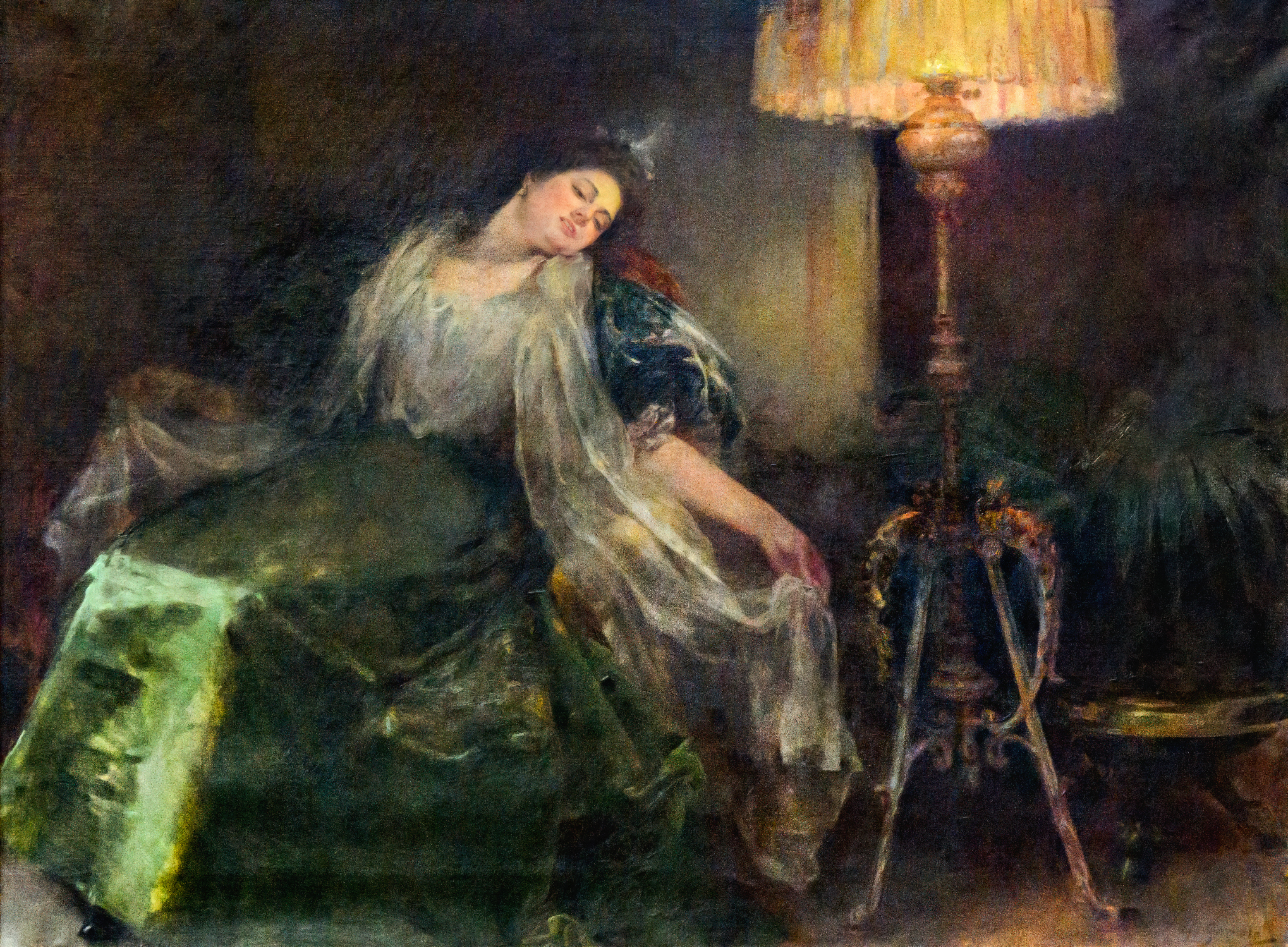
Dona adormida - Museu Nacional d'Art de Catalunya